# Heye Kalender
Heye Kalender ist eine Marke des Athesia Kalenderverlags mit Sitz in Unterhaching bei München.

## Geschichte
1962 wurde von Friedrich Wilhelm Heye (1921–1988) der Heye Verlag gegründet. Der Verlag publizierte zunächst Zeitschriften wie das BMW-Journal. 1964 entstand der erste Kalender mit dem Titel „Dumme Sprüche für Gescheite“, ein Werbegeschenk. Der beliebte „Familienplaner“-Kalender ist laut eigener Aussage eine Erfindung des Verlags. Weitere Programmteile sind Puzzles und Nutzbücher/Papeterie. Zwischen 1990 und 1995 wurden auch Spiele hergestellt.
1972 führte Heye mit Guillermo Mordillo den ersten Cartoonisten ins Programm ein. Die erste Filmlizenz war „Star Wars“. Heute ist der Heye Verlag unter den drei größten Kalenderverlagen in Deutschland. Als Puzzle-Anbieter belegt er einen Platz in der deutschen Top 10.
Zusammen mit dem Bibliographischen Institut & F. A. Brockhaus gründete der Heye Verlag 2008 die Holding KV&H Verlag, die seit 1. Dezember 2017 unter dem Namen Athesia Kalenderverlag firmiert. Seit November 2015 gehört der Athesia Kalenderverlag zur Südtiroler Athesia Unternehmensgruppe, deren unternehmerischer Schwerpunkt im Medien- und Drucksektor liegt.

## Bekannte Künstler/Autoren (Auswahl)
- Mordillo
- Loriot
- Helme Heine
- Victoria Francés

## Lizenzen (Auswahl)
- Star Wars
- Der Herr der Ringe
- Harry Potter
- Sheepworld
- High School Musical

## Produkte (Auswahl)
Kalender
- Helme Heine, Familienplaner
- Loriots Heile Welt
- Cosmopolitan Frank Wartenberg
- Max, Frauen
- Clov, Mit Schwein durchs Jahr, ISBN 978-3897680883.

Puzzle
- Degano, 2000 Years
- Loup, Arche Noah
- Favole, Witch